# Выжженная земля (фильм, 1969)
«Выжженная земля» (норв. Brent jord) — норвежский фильм 1969 года режиссёра Кнута Андерсена по повести Сигбьёрна Хёлмебака «Страшная зима».

## Сюжет
Осень 1944 года, советские войска освобождают Норвегию, немцы отступают на запад. Нацисты придерживаются тактики выжженной земли — депортируют 60 тысяч норвежцев, и сжигают их дома. Но некоторые норвежцы не подчиняются приказу и скрываются в горах, ожидая русских.
Рыбак Хейкки Халдонен укрывает бежавшего из концлагеря русского военнопленного Илью, не бросая его рыбак с семьей решает уйти в горы. Им удается сбежать от немецкой зондеркоманды. Но немцы организуют преследование… Скрываясь в пещере в горах Альма, жена Хейкки, ждущая ребёнка, рожает. Преследователи подбираются все ближе. Если беглецы могут слышать переговоры эсэсовцев и лай их собаки, то немцы также могут услышать крик новорожденного. Хейки нужно обмануть немцев, дождаться прихода русских и вернуться домой.

## В ролях
- Рольф Сёдер — Хекки Хальдонен
- Анне-Лизе Тангстад — Альма, его жена
- Коре Таннвик — Ивар
- Туве Андерсен — Анна
- Брит Хенриксен — Лили
- Бонне Гаугин — бабушка
- Сульфрид Хейер — Хердис
- Арне Линдтнер Несс — Илья
- Райнер Брённеке — немецкий офицер
- Бернт Эрик Ларссен — немецкий адъютант
- Дагмар Мирволд — подруга Хердиса
- Эгиль Хьорт-Йенссен — друг Хердиса
- Карстен Бюринг — Базен

## Критика
В обзоре норвежской газеты «Verdens Gang» фильму было присвоено максимальные шесть баллов:

Захватывающий фильм без мертвых зон, где режиссёр, оператор и актёры выложились на все сто и где все удалось.
Оригинальный текст (норв.)En spennenderilm utn død punkte r hvor re gis-sør, fotograf og skuespillere harytet aUt ypp erste og hvor alt harlykkes

## Награды
- Почётный диплом VI Московского международного кинофестиваля (1969).